# Venturiocistella venturioides
Venturiocistella venturioides är en svampart som först beskrevs av Sacc. & Roum., och fick sitt nu gällande namn av Raitv. 1978. Venturiocistella venturioides ingår i släktet Venturiocistella och familjen Hyaloscyphaceae.  Arten är reproducerande i Sverige. Inga underarter finns listade i Catalogue of Life.